# Zekelita centralis
Zekelita centralis là một loài bướm đêm trong họ Erebidae.